# Apple Records
La Apple Records è una casa discografica britannica fondata dai Beatles nel 1968 come divisione della Apple Corps e che ha curato la pubblicazione dei loro album e di quelli di altri artisti emergenti. Il suo simbolo, nonché il significato della parola Apple, è la mela, solitamente di colore verde.

## Storia

### 1967-69: Inizi
La Apple Corps Ltd venne ideata dai membri dei Beatles nel 1967, dopo la morte del loro manager Brian Epstein, come un piccolo gruppo di imprese (Apple Retail, Apple Publishing, Apple Electronics, e così via) che avrebbero dovuto dare una possibilità a nuovi talenti senza sfruttarli biecamente. Il primo progetto che la band pubblicò dopo aver formato la società fu il film Magical Mystery Tour, prodotto dalla divisione Apple Films. La Apple Records come casa discografica vera e propria venne ufficialmente fondata dai Beatles al loro ritorno dall'India nel 1968 come altra sottodivisione della Apple Corps.
All'epoca, i Beatles in Gran Bretagna erano sotto contratto discografico con la Parlophone, etichetta di proprietà della EMI, e con la Capitol Records negli Stati Uniti. In un nuovo accordo di distribuzione, EMI e Capitol accettarono di distribuire i dischi della Apple Records fino al 1975, mentre la sola EMI rimaneva proprietaria dei diritti delle registrazioni. I dischi dei Beatles pubblicati nel Regno Unito su etichetta Apple avevano un numero di catalogo Parlophone, mentre in America riportavano numeri di catalogo Capitol. La Apple Records detiene i diritti di tutti i video e i film dei Beatles, oltre a quelli delle incisioni di tutti gli artisti della casa discografica. Il primo numero di catalogo fu Apple 1, un test di stampa mai inteso per la pubblicazione nel quale Frank Sinatra cantava Maureen Is a Champ (con testo di Sammy Cahn) sulla melodia di The Lady Is a Tramp come regalo per il ventunesimo compleanno di Maureen Cox, la moglie di Ringo Starr.
Apple Records e Apple Publishing misero sotto contratto numerosi artisti esordienti scoperti o supportati direttamente dai Beatles, e spesso uno o più membri del gruppo parteciparono alle sessioni in studio degli stessi. Vari artisti di rilievo firmarono per la casa discografica durante il primo anno, inclusi James Taylor, Mary Hopkin, Billy Preston, Modern Jazz Quartet, The Iveys (successivamente Badfinger), Doris Troy, e Jackie Lomax.

### 1969-73: Allen Klein
Nel 1969, i Beatles necessitavano una seria consulenza manageriale e finanziaria, e John Lennon approcciò Allen Klein, manager dei Rolling Stones. Klein divenne quindi il nuovo manager del gruppo e amministratore della Apple Corps, sebbene Paul McCartney fosse nettamente contrario. Infatti, McCartney aveva suggerito il nome del suocero Lee Eastman per tale incarico.
Klein prese il controllo della Apple e chiuse molte divisioni in perdita, inclusa la Apple Electronics, e scaricò molti artisti dallo scarso appiglio commerciale sotto contratto con la Apple Records. Klein diresse la Apple Corps fino al marzo 1973, quando il suo contratto ebbe termine.

### 1973-2007: Neil Aspinall, ristampe dei Beatles
Dopo l'uscita di Klein, la Apple fu amministrata da Neil Aspinall, vecchio collaboratore dei Beatles. Il contratto di distribuzione dei dischi della Apple Records stipulato con la EMI cessò nel 1976, quando il controllo del catalogo dei Beatles, inclusi gli album solisti di George Harrison, John Lennon e Ringo Starr tornò alla EMI (Paul McCartney aveva personalmente acquistato i diritti dei suoi album solisti nel 1975 quando aveva rinnovato il contratto con la Capitol). Di conseguenza, la Apple cessò ogni pubblicazione fino agli anni novanta, quando l'etichetta venne riattivata.
Le versioni originali inglesi degli album dei Beatles furono ristampate in formato compact disc nel 1987 e 1988 su etichetta Parlophone. Precedentemente, Abbey Road era stato ristampato in CD dalla EMI-Odeon esclusivamente in Giappone agli inizi degli anni ottanta. Sebbene si trattasse di un'uscita ufficiale, non era stata autorizzata dai Beatles, dalla EMI o dalla Apple Corps. Nel 1989, dopo una causa legale con la EMI durata dieci anni, la Apple riacquisì i diritti sul catalogo dei Beatles e questo rese possibile il lancio di nuovi progetti, inclusi gli album Live at the BBC e la serie The Beatles Anthology. Fu dopo il progetto Anthology (supervisionato da Neil Aspinall) che la compagnia iniziò ad incassare nuovamente profitti significativi.

### 2007-oggi: Jeff Jones, iTunes
Nel 2007, Neil Aspinall annunciò le sue dimissioni a causa di gravi motivi di salute, e venne sostituito da Jeff Jones. La Apple Corps ha risolto nel 2007 la lunga storia di dispute con la società di informatica Apple Inc. per l'utilizzo del marchio: l'accordo ha visto la cessione dei diritti ad Apple Inc., la quale concede ad Apple Corps una licenza per l'utilizzo del marchio. Tutta la discografia dei Beatles venne rimasterizzata in digitale e ristampata in CD nel settembre 2009 e nel novembre 2010 la musica dei Beatles divenne disponibile per la prima volta su iTunes per il download digitale. Quando la Universal Music Group acquisì la EMI e il catalogo dei Beatles, nel 2012 venne creata la società Calderstone Productions appositamente per amministrare la discografia dei Fab Four.

## Zapple Records
La Zapple Records, un sotto marchio della Apple, fu lanciata da Barry Miles, un amico e biografo di Paul McCartney, con l'intento di occuparsi della produzione di musica di avanguardia e di musica "alternativa" a quella pop tradizionale.

Rimase attiva solamente per nove mesi (ottobre 1968 - giugno 1969) pubblicando solo due album, uno di John Lennon e Yōko Ono (Unfinished Music No.2 - Life with the Lions) e uno di George Harrison (Electronic Sound). La Zapple fu chiusa da Allan Klein.

## Logo
Il logo standard della Apple è una mela verde qualità Granny Smith che sulla facciata A dei dischi è intera, mentre sulla facciata B è tagliata a metà. La mela verde tornò anche nelle ristampe in CD dei Beatles negli anni novanta, dopo le prime uscite in CD su etichetta Parlophone che non avevano il logo.
Nella versione statunitense originale dell'album Let It Be, la mela Granny Smith è di colore rosso. La ragione era che negli Stati Uniti, il disco era la colonna sonora dell'omonimo film, e per motivi contrattuali, era stampato e distribuito dalla United Artists Records e non dalla Capitol Records, così la mela rossa venne usata per sottolineare la differenza. Inoltre, la mela rossa è  presente anche sul retro di copertina, e tornò su quella dell'edizione rimasterizzata del 2009. La EMI acquisì la United Artists Records alla fine degli anni settanta, e la Capitol ottenne i diritti di distribuzione in America di Let It Be.
Oltre al caso della mela rossa, altri esempi nei quali la grafica standard della mela venne modificata includono il triplo album di George Harrison All Things Must Pass del 1970, nel quale i primi due vinili hanno un'etichetta con una mela arancione, mentre il terzo vinile ha un barattolo di marmellata con un'etichetta che recita Apple Jam; mele bianche e nere sono apparse sugli album John Lennon/Plastic Ono Band e Yoko Ono/Plastic Ono Band; una mela blu sull'etichetta del singolo Back Off Boogaloo di Ringo Starr; l'album Extra Texture (Read All About It) di Harrison, dove la mela è ridotta a un torsolo; e nuovamente una mela rossa apparve sulla raccolta di successi Blast from Your Past di Ringo Starr.

## Artisti della Apple
Tra gli artisti che raggiunsero un buon successo commerciale e un buon consenso di critica annoveriamo: Badfinger, James Taylor, Mary Hopkin, Hot Chocolate, Yōko Ono, e Billy Preston.
- Badfinger (originariamente conosciuti come The Iveys) – Firmarono per la Apple dopo che molti nastri demo del gruppo erano stati portati all'attenzione dei Beatles dal loro roadie Mal Evans; su approvazione di Paul McCartney, George Harrison e John Lennon. Ebbero molti successi da Top 10 in classifica sia in Gran Bretagna che negli Stati Uniti, inclusa Come and Get It, canzone composta da McCartney, e registrarono cinque album per la Apple.
- Black Dyke Mills Band (come John Foster & Sons Ltd. Black Dyke Mills Band) – Una banda di ottoni dell'Inghilterra del nord che Paul McCartney scritturò appositamente per il singolo Thingummybob/Yellow Submarine. La loro performance venne registrata direttamente da McCartney in una località vicino Bradford, dove il gruppo aveva sede.
- Brute Force (nome d'arte di Stephen Friedland) – Harrison cercò di far pubblicare su 45 giri dalla Apple la sua canzone King of Fuh, ma la EMI si oppose, a causa dell'intenzionale riferimento volgare alla parola "Fuck" presente nel titolo del brano. La Apple stampò comunque alcune copie del singolo che ricevette una distribuzione limitata. La canzone è stata inserita nella compilation Come and Get It: The Best of Apple Records del 2010.
- Elastic Oz Band – Il brano God Save Us, scritto e prodotto da Lennon e Yōko Ono per raccogliere fondi a favore della rivista underground Oz, venne pubblicato su singolo con alla voce Bill Elliot, in seguito membro del gruppo degli Splinter messo sotto contratto dalla Dark Horse Records di George Harrison.
- Elephant's Memory – Scritturati come gruppo d'accompagnamento di John Lennon & Yoko Ono, pubblicarono anche materiale per conto proprio, incluso il contributo dato alla colonna sonora del film Un uomo da marciapiede del 1969 (ma non su etichetta Apple).
- Chris Hodge – Scoperto da Ringo Starr; i due condividevano la passione per l'ufologia. Hodge pubblicò solo due singoli con la Apple, di cui il secondo mai uscito in Gran Bretagna.
- Mary Hopkin – Scoperta da Paul McCartney che l'aveva vista partecipare a un talent show alla televisione inglese. Le sue prime registrazioni furono prodotte dallo stesso McCartney, incluse quella del brano a firma Lennon-McCartney Goodbye e del successo Those Were the Days. Su etichetta Apple pubblicò due album in studio.
- Hot Chocolate (come Hot Chocolate Band) – Pubblicarono solamente un singolo per la Apple, una versione reggae di Give Peace a Chance che era piaciuta a John Lennon. Il gruppo ebbe una carriera discografica di maggior successo dopo aver lasciato la Apple.
- Jackie Lomax – Cantante di Liverpool conosciuto dai Beatles attraverso Brian Epstein; egli incise e pubblicò per la Apple l'album Is This What You Want?, prodotto da Harrison, che inoltre include contributi musicali da parte di Starr e McCartney. Il primo singolo di Lomax, Sour Milk Sea, era scritto da George Harrison.
- Modern Jazz Quartet – Associati con Yoko Ono, erano già famosi prima di firmare per la Apple. Per l'etichetta pubblicarono due album, Under the Jasmin Tree e Space.
- Yōko Ono – Registrò diffusamente con Lennon e pubblicò vari singoli e album a suo nome.
- David Peel and the Lower East Side – Un cantante folk politicizzato portato alla Apple da Lennon che lo aveva sentito esibirsi per strada.
- Billy Preston – Arrivato per suonare insieme ai Beatles nel gennaio 1969 durante le famigerate Get Back/Let It Be Sessions, firmò in seguito con la Apple come artista solista. Fu Harrison a produrre la maggior parte delle incisioni di Preston per l'etichetta, incluso il successo del 1969 That's The Way God Planned It e la sua cover di My Sweet Lord (che venne pubblicata dalla Apple prima ancora della versione di Harrison). Preston pubblicò due album per la Apple, That's the Way God Planned It nel 1969, ed Encouraging Words nel 1970. Poi firmò per la A&M Records.
- Radha Krishna Temple, sezione inglese dell'Associazione internazionale per la coscienza di Krishna. Harrison portò gli Hare Krishna alla Apple nel 1969 e gli produsse due singoli di successo nel periodo 1969-70, incluso Hare Krishna Mantra, e il loro omonimo album di debutto, pubblicato nel 1971.
- Ravi Shankar – Un rinomato musicista di musica classica indiana. Harrison lo portò alla Apple nel 1971 e produsse i suoi dischi per l'etichetta, oltre alla colonna sonora del documentario Raga a lui dedicato, e il doppio album dal vivo In Concert 1972 (condiviso con Ali Akbar Khan).
- Ronnie Spector – Moglie di Phil Spector. Harrison scrisse, co-produsse e suonò nel suo unico 45 giri per la Apple, Try Some, Buy Some.
- The Sundown Playboys – Un gruppo cajun francese proveniente dalla Louisiana. Furono scritturati da Ringo Starr.
- John Tavener – Un compositore classico. Suo fratello, un costruttore edile, aveva lavorato alla casa di Starr, e così il batterista lo segnalò alla Apple.
- James Taylor – Fu messo sotto contratto dalla Apple grazie a McCartney, che suona nel suo omonimo album di debutto. Dopo aver lasciato la Apple, riscuoterà successo a livello internazionale.
- Trash (originariamente White Trash) – Gruppo scozzese portato alla Apple da Tony Meehan, ex-membro degli Shadows. Il loro secondo singolo fu una reinterpretazione di Golden Slumbers dei Beatles.
- Doris Troy – Cantante soul statunitense sin dai primi anni sessanta, lavorò con Harrison e Preston mentre quest'ultimo era sotto contratto con la Apple. La Troy registrò un album per la Apple, e due singoli nel 1970, il primo dei quali, Ain't That Cute, composto insieme a Harrison.
- Lon & Derrek Van Eaton – Firmarono per l'etichetta nel settembre 1971 su segnalazione di George Harrison, che produsse il loro singolo di debutto, Sweet Music. Nel 1972 pubblicarono per la Apple l'album Brother.

Su etichetta Apple Records uscirono inoltre anche le colonne sonore dei film Come Together e El Topo (negli Stati Uniti), la compilation Phil Spector's Christmas Album e The Concert for Bangla Desh accreditato a "George Harrison and Friends".

## Curiosità
I Beatles registrarono la stragrande maggioranza del loro materiale negli studi della EMI di Londra situati in Abbey Road. Tuttavia alla fine del 1968 fecero approntare una sala di registrazione anche nella sede della Apple al N. 3 di Savile Row la quale si rivelò però inadeguata alle loro esigenze, pertanto i quattro tornarono a lavorare in Abbey Road.